# Gibberella
Gibberella Sacc.– rodzaj grzybów z rodziny gruzełkowatych (Nectriaceae). W aktualnej klasyfikacji według Index Fungorum jest to synonim rodzaju Fusarium. Dawniej dla oznaczenia tego samego gatunku istniały dwie nazwy. Nazwą Gibberella obejmowano gatunki, które tworzyły postacie płciowe (teleomorfy), ich postacie bezpłciowe (anamorfy) zaliczano do rodzaju Fusarium. Zgodnie z obowiązującym od 2012 r. kodeksem nazewnictwa za prawidłowe (jako dawniejsze) uznano nazwy Fusarium, Gibberella zaś zostały synonimami.

## Systematyka i nazewnictwo
Pozycja w klasyfikacji według Index Fungorum: Nectriaceae, Hypocreales, Hypocreomycetidae, Sordariomycetes, Pezizomycotina, Ascomycota, Fungi.
Synonimy:Gibberella subgen. Lisiella Cooke & Massee, Lisea Sacc. Lisiella (Cooke & Massee) Sacc..

## Gatunki występujące w Polsce
- Gibberella acuminata Wollenw. 1943 = Fusarium acuminatum Ellis & Everh 1895
- Gibberella avenacea R.J. Cook 1967 = Fusarium avenaceum 1886
- Gibberella baccata (Wallr.) Sacc. 1878 = Fusarium lateritium Nees 1816
- Gibberella flacca (Wallr.) Sacc. 1878[5]
- Gibberella fujikuroi (Sawada) Wollenw. 1931 = Fusarium fujikuroi Nirenber 1976
- Gibberella gordonii C. Booth 1971 = Fusarium lolii (Wm.G. Sm.) Sacc. 1895
- Gibberella intricans Wollenw. 1930 = Fusarium gibbosum Appel & Wollenw. 1910
- Gibberella pulicaris (Kunze) Sacc. 1877 = Fusarium roseum Link 1809
- Gibberella stilboides W.L. Gordon ex C. Booth 1971 = Fusarium stilboides Wollenw. 1924
- Gibberella tricincta El-Gholl, McRitchie, Schoult. & Ridings 1978 = Fusarium tricinctum (Corda) Sacc. 1886
- Gibberella zeae (Schwein.) Petch 1936 = Fusarium graminearum Schwabe 1839

Nazwy naukowe na podstawie Index Fungorum. Wykaz gatunków występujących w Polsce według Mułenki i in.